# Тбіліський військовий округ
Тбілі́ський військо́вий о́круг (ТбВО) — одиниця військово-адміністративного поділу в СРСР, один з військових округів, що існував у період з 1945 по 1946.

## Історія
Тбіліський військовий округ був утворений 9 липня 1945 року на базі частини військ Закавказького фронту на території Грузинської і Вірменської РСР, а також Нахічеванської АРСР зі складу Азербайджанської РСР (до листопада 1945).
Управління округу в Тбілісі, сформоване на базі польового управління військ Закавказького фронту.
Розформований 6 травня 1946 року, територія і війська включені до складу Закавказького військового округу.

## Командування
- Командувачі:
  - генерал-полковник Трофименко С. Г. (9 липня 1945 — квітень 1946);
  - генерал-лейтенант М. І. Озімін (квітень 1946 — 6 травня 1946).